# Phare de Skagsudde
Le phare de Skagsudde (en suédois : Skags udde fyr) est un feu situé près du village de pêcheur de Skeppsmaln, appartenant la commune de Örnsköldsvik, dans le comté de Västernorrland (Suède).

## Histoire
Il a été construit, en 1957, pour remplacer l'ancien phare, devenu le phare de Jävre, qui était situé sur l'île de Gråklubben à proximité.
Ce bâtiment moderne est de conception fonctionnaliste typique des années 1950 et son sommet contient de nombreuses antennes et équipements de communication. Il est aussi une station météorologique de l'Institut suédois de météorologie et d'hydrologie et une station de pilotes de navire.
Le phare est  télécommandé par l'Administration maritime suédoise. C'est le phare principal pour atteindre les ports d'Örnsköldsvik et de Husum .

## Description
Le phare  est une tour au-dessus d'un haut bâtiment à plusieurs étages 26 mètres de haut. Le bâtiment est peint en blanc et la tour porte une bande rouge.Il émet, à une hauteur focale de 39 mètres, quatre éclats blancs toutes les 12 secondes. Sa portée nominale est de 14 milles nautiques (environ 26 km).
Identifiant : ARLHS : SWE-343 ; SV-1128 - Amirauté : C5952 - NGA : 10928 .
|                    |
| Phare de Skagsudde |

|                |
| L'ancien phare |

### Lien connexe
- Liste des phares de Suède